# Willebrord Snell
Willebrord Snell (ur. 1580 w Lejdzie, zm. 30 października 1626 tamże) znany także jako Snellius lub Snel van Royen – holenderski naukowiec: matematyk, fizyk i astronom. Najbardziej znany jest z osiągnięć w optyce geometrycznej – odkrył prawo załamania światła, zwane też prawem Snella.

## Życiorys
W 1613 zastąpił swojego ojca Rudolpha Snella (1546–1613) na stanowisku wykładowcy matematyki na tamtejszym uniwersytecie.

## Dorobek naukowy

### Geodezja
W 1615 zaproponował i wdrożył do praktyki nową metodę wyliczania promienia Ziemi. Polegała ona na policzeniu odległości między dwoma punktami o tej samej długości geograficznej dzięki triangulacji (odkrycie twierdzenia sinusów nazwanego później na jego cześć twierdzeniem Snelliusa). W 1617 opublikował pracę Eratosthenes Batavus (Holenderski Eratostenes), opisującą tę metodę i jej wynik dla dwóch miast Alkmaar i Bergen op Zoom, różniących się o stopień w szerokości geograficznej – policzona przez niego odległość to 107,395 km, podczas gdy faktyczna wynosi około 111 km.

### Matematyka
Dał się znać także w matematyce wymyślając nową metodę obliczania liczby π, która była najlepszą od czasów antycznych. 

### Fizyka
Prawo załamania odkrył w 1621 roku.

## Upamiętnienie
Jeden z kraterów na Księżycu nosi nazwę Snellius dla uczczenia jego dokonań.

## Dzieła
- 1617: Eratosthenes Batavus,

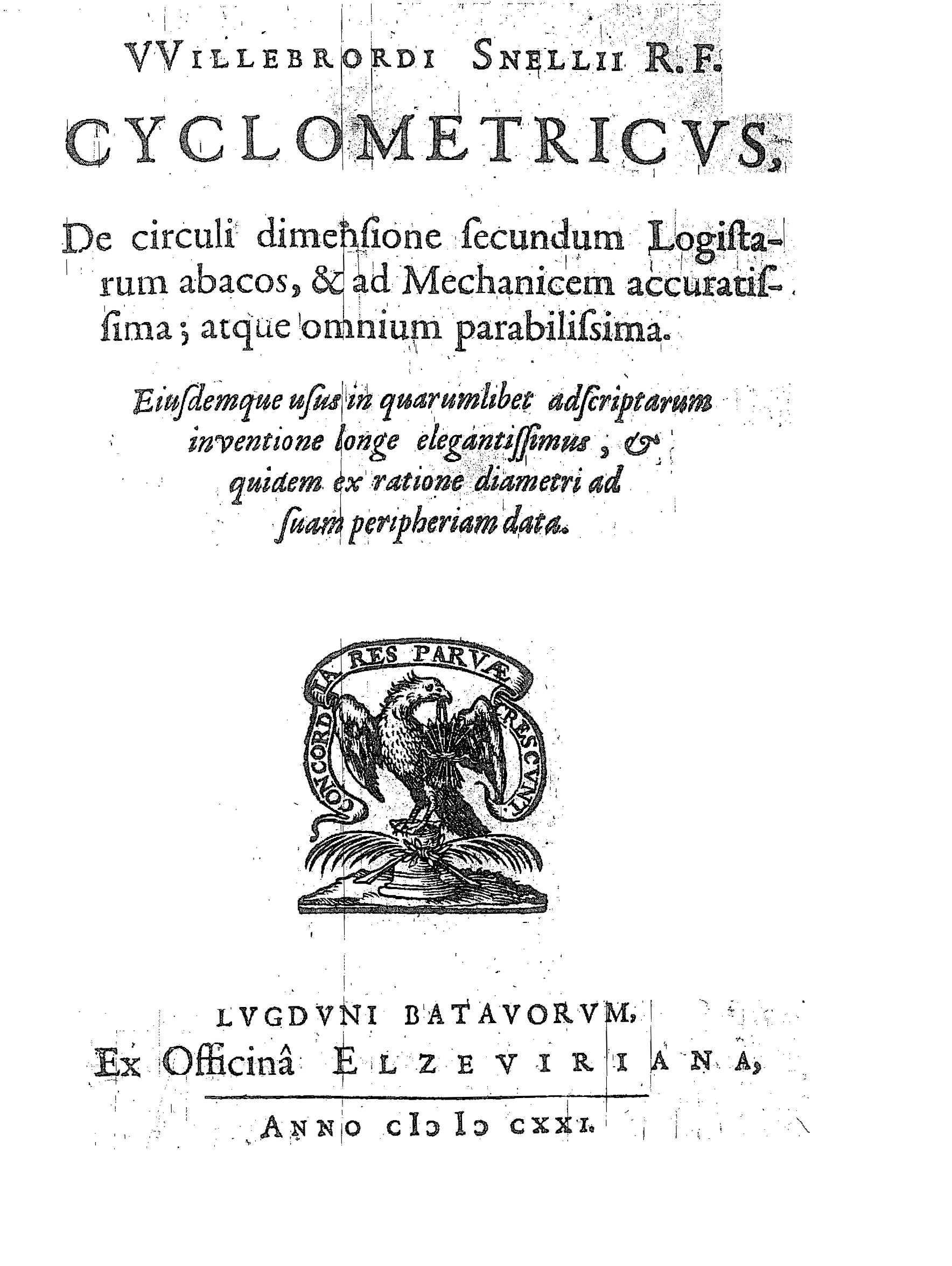
Cyclometricus, 1621

- 1621: Cyclometria sive de circuli dimensione,
- 1624: Tiphys Batavus,
- 1618: Coeli et siderum in eo errantium observationes Hassiacae – współautor,
- Doctrina triangulorum, opublikowana po jego śmierci.